# Aurelio Bertiglia
Aurelio Bertiglia (Torino, 23 giugno 1891 – Roma, 2 ottobre 1973) è stato un illustratore, pittore e pubblicitario italiano.